# Lutman
Lutman je 5.236. najbolj pogost priimek v Sloveniji, ki ga je po podatkih Statističnega urada Republike Slovenije na dan 1. januarja 2021 uporabljalo 82. Najbolj pogost je v Goriški (42), Osrednjeslovenski (25) in Obalno-kraški (5) statistični regiji.

## Znani nosilci priimka
- Andrej Lutman (* 1961), pesnik, pisatelj, esejist, publicist